# Fets de Casas Viejas
Els fets de Casas Viejas fou un episodi catalitzador de la caiguda del govern de Manuel Azaña, encara que posteriorment tornaria a ocupar la presidència del govern el 1936.
L'11 de gener de 1933 va tenir lloc en la localitat gaditana que actualment es diu Benalup-Casas Viejas una revolta protagonitzada per un grup d'anarquistes de la CNT, que va decidir fer la revolució pel seu propi compte i implantar el comunisme llibertari, destituint l'alcalde i intentant prendre la caserna de la guàrdia civil, on es trobaven un sergent i tres homes. Van ferir de mort el sergent i un dels homes. Immediatament, assabentat el govern, va enviar forces de la guàrdia civil i de la guàrdia d'assalt, que van entrar a trets al poble, van incendiar la casa on s'havien refugiat alguns dels dirigents de la insurrecció, entre ells el conegut com a Seisdedos, que va morir en l'incendi amb la seva filla, i després van procedir, a afusellar als sospitosos d'haver intervingut en els fets. Coneguts els fets en la resta d'Espanya, es va produir un gran escàndol periodístic i parlamentari.
Per 170 vots a favor i 130 en contra, les Corts aprovaren la creació d'una comissió d'investigació sobre els esdeveniments el 24 de febrer. La comissió, la formaven Manuel Muñoz Martínez, Joan Puig i Ferreter, Gabriel Franco, Poza Jonquera, Fernando González Ungla, Luis Jiménez de Asúa, Miguel García Bravo-Ferrer, Lara, Botella i Casanueva. El 15 de març, la comissió elabora un informe definitiu en el qual reconeix l'existència dels afusellaments. No obstant això, el govern guanya una moció de confiança el 24 de març per 210 vots contra 1. Nogensmenys, aquest fet va fer perdre molta popularitat al gabinet d'Azaña i, a la llarga, seria una de les causes de la seva caiguda en les eleccions de novembre de 1933.
El periòdic de la CNT va descriure els fets com: "Va ser una ràtzia de mercenaris de la legió en un aduar rifeny". El juliol de 1934, 26 camperols de Casas Viejas van ser jutjats pels delictes de possessió d'armes de guerra i execució d'actes contra les forces armades. Deu en foren absolts i, dels restants, 1 és condemnat a 6 anys de presó, 4 a 5 anys, 2 a 3 anys, 6 a 2 anys i 3 a 1 any.